# 巴西琉斯

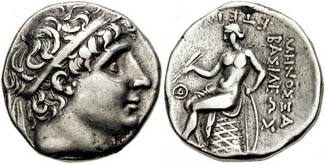
塞琉古帝國君主安條克一世鑄銀幣，反面印有阿波羅坐在翁法洛斯之上，銘文ΒΑΣΙΛΕΩΣ ΑΝΤΙΟΧΟΥ意爲「巴西琉斯安條克之（幣）」

巴西琉斯是希臘語中對君主的稱謂之一，視乎上下文可譯爲「國王」或「皇帝」。歷史上這一稱呼在古典時期被某些希臘城邦的君主使用，在拜占庭帝國（東羅馬帝國）被羅馬皇帝使用，在近現代被希臘民族國家的立憲君主使用。巴西琉斯的女配偶或女性的巴西琉斯稱爲「巴西琳娜」（βασιλίννα）、「巴西勒阿」（βασίλεια）、「巴西利斯」（βασιλίς）或「巴西麗莎」（βασίλισσα）。
在現存最古老的邁錫尼希臘語文獻中，最高統治者的稱謂是男性的「瓦納克斯」（*wánax，線性文字B：𐀷𐀙𐀏 wa-na-ka）和女性的「瓦納薩」（*wánassa，線性文字B：𐀷𐀙𐀭 wa-na-sa），而巴西琉斯（*gʷasileus，線性文字B：𐀣𐀯𐀩𐀄 qa-si-re-u）所指的則是國王的輔佐或地方統治者。
自亞歷山大大帝及其繼業者開始，巴西琉斯一詞開始成爲世襲君主的代名詞。